# Boxhorn
Boxhorn är en ort i Luxemburg.   Den ligger i distriktet Diekirch, i den norra delen av landet, 50 kilometer norr om huvudstaden Luxemburg. Boxhorn ligger 479 meter över havet och antalet invånare är 259.
Terrängen runt Boxhorn är platt åt nordväst, men åt sydost är den kuperad.  Närmaste större samhälle är Wiltz, 13,5 kilometer söder om Boxhorn. 
I omgivningarna runt Boxhorn växer i huvudsak blandskog. Runt Boxhorn är det ganska glesbefolkat, med 42 invånare per kvadratkilometer.